# ロバート・イングランド
ロバート・イングランド（Robert Englund, 1947年6月6日 - ）は、アメリカ合衆国カリフォルニア州グレンデール生まれの映画俳優。ホラー映画を中心に活躍する演技派俳優。

## 来歴
イギリスとアメリカの古典劇の訓練を受け、25歳までにシェイクスピアの作品に登場する道化役のほとんどを演じた。1976年の『ステイ・ハングリー』での演技が認められ性格俳優の地位を確立。以後多数の作品に出演作を重ねた。1983年の『V』シリーズで演じたやさしい宇宙人役で人気を得た。その後は『エルム街』シリーズを含む多くのホラー作品に出演している。1988年には『ホラー・スコープ』で監督業にも挑戦した。
1989年に結婚。

## エルム街の悪夢
1984年、『エルム街の悪夢』に、主人公の殺人鬼フレディ・クルーガー役で出演。これが大ヒットを記録し、イングランドは一躍メジャーになった。以後、フレディはイングランドの当たり役となる。2003年に公開された『フレディVSジェイソン』でフレディ役を引退した。フレディ役は2010年公開のリメイク版『エルム街の悪夢』でジャッキー・アール・ヘイリーに交代した。
また、『加トちゃんケンちゃんごきげんテレビ』の探偵コントや、『ウッチャンナンチャンの誰かがやらねば!』に、フレディ役で出演したことがある。

## 主な出演作品

### 映画
| 公開年 | 邦題 原題                                                                                     | 役名                                | 備考                  |
| ------ | --------------------------------------------------------------------------------------------- | ----------------------------------- | --------------------- |
| 1974   | Buster and Billie                                                                             | Whitey                              |                       |
| 1975   | サバイバル・レイプ Sunburst                                                                   | マイケル・サザーランド              | 日本劇場未公開        |
| 1975   | ハッスル Hustle                                                                               | Hold-up Man                         |                       |
| 1976   | ステイ・ハングリー Stay Hungry                                                                | フランクリン                        | 日本劇場未公開        |
| 1976   | セント・アイブス St. Ives                                                                     | フッド                              |                       |
| 1976   | スター誕生 A Star Is Born                                                                     | マーティ                            | クレジットなし        |
| 1977   | 悪魔の沼 Eaten Alive                                                                          | バック                              |                       |
| 1977   | 忘れられたケネディ〜長兄ジョー〜 Young Joe, the Forgotten Kennedy                             | ウィリー                            | テレビ映画            |
| 1978   | 大空を翔ける男たち The Courage and the Passion                                                | ベル                                | テレビ映画            |
| 1978   | ビッグ・ウェンズデー Big Wednesday                                                            | フライ                              |                       |
| 1978   | 愛の断層 Bloodbrothers                                                                        | Mott                                | 日本劇場未公開        |
| 1979   | FBI特捜指令/パティー・ハースト誘拐事件 The Ordeal of Patty Hearst                             |                                     | テレビ映画            |
| 1981   | ゾンゲリア Dead & Buried                                                                      | ハリー                              |                       |
| 1981   | ギャラクシー・オブ・テラー/恐怖の惑星 Galaxy of Terror                                        | レンジャー                          | 日本劇場未公開        |
| 1982   | 超時空メシア襲来 Mysterious Two                                                               | ブーン                              | テレビ映画            |
| 1982   | 戦場の小さな恋人たち Don't Cry, It's Only Thunder                                             | トリッパー                          |                       |
| 1983   | ブルファイター/栄光のラストチャンス The Fighter                                               | チャーリー                          | 日本劇場未公開        |
| 1983   | SFスターフライトI Starflight: The Plane That Couldn't Land                                    | スコット                            | テレビ映画            |
| 1984   | エルム街の悪夢 A Nightmare on Elm Street                                                      | フレディ・クルーガー                |                       |
| 1985   | エルム街の悪夢2 フレディの復讐 A Nightmare on Elm Street Part 2: Freddy's Revenge             | フレディ・クルーガー                |                       |
| 1986   | ネバー・トゥー・ヤング Never Too Young to Die                                                 | ライリー                            | 日本劇場未公開        |
| 1987   | エルム街の悪夢3 惨劇の館 A Nightmare on Elm Street 3: Dream Warriors                          | フレディ・クルーガー                |                       |
| 1988   | ホラー・スコープ 976-EVIL                                                                     | N/A                                 | 監督                  |
| 1988   | エルム街の悪夢4 ザ・ドリームマスター 最後の反撃 A Nightmare on Elm Street 4: The Dream Master | フレディ・クルーガー                |                       |
| 1989   | ゾンビ・パラダイス/ゾンビが街にやってきた! C.H.U.D. II - Bud the Chud                         |                                     | 日本劇場未公開        |
| 1989   | エルム街の悪夢5 ザ・ドリームチャイルド A Nightmare on Elm Street: The Dream Child             | フレディ・クルーガー                |                       |
| 1989   | オペラ座の怪人 The Phantom of the Opera                                                       | オペラ座の怪人 / エリック・デスラー |                       |
| 1990   | フォード・フェアレーンの冒険 The Adventures of Ford Fairlane                                  | スマイリー                          |                       |
| 1991   | エルム街の悪夢 ザ・ファイナルナイトメア Freddy's Dead: The Final Nightmare                    | フレディ・クルーガー                |                       |
| 1991   | オペラ座の怪人2 Dance Macabre                                                                 | アンソニー / マダム                 | 日本劇場未公開        |
| 1993   | トビー・フーパーのナイトテラー Night Terrors                                                  | マルキ・ド・サド / ポール           | 日本劇場未公開        |
| 1994   | モータル・フィア/死の恐怖 Mortal Fear                                                         | ラルフ・ワナメイカー                | テレビ映画            |
| 1994   | エルム街の悪夢 ザ・リアルナイトメア New Nightmare                                             | フレディ・クルーガー                | 日本劇場未公開        |
| 1995   | マングラー The Mangler                                                                        | ビル                                |                       |
| 1996   | エイリアン・スナッチャーズ Starquest II                                                       | オニール神父                        | ビデオ作品            |
| 1996   | キラークィーン 舌を巻く女 La lengua asesina                                                   | Prison Director                     |                       |
| 1997   | パーフェクト・ターゲット Perfect Target                                                       | シャクウェル                        | ビデオ作品            |
| 1997   | ウェス・クレイヴンズ ウィッシュマスター Wishmaster                                            | レイモンド・ボーモント              |                       |
| 1998   | ディードル・ブラザーズ/悪ノリ双子の大作戦 Meet the Deedles                                    | ネモ                                | 日本劇場未公開        |
| 1998   | ルール Urban Legend                                                                           | ウィリアム・ウェクスラー            |                       |
| 2000   | パイソン Python                                                                               | アントン・ルドルフ                  | テレビ映画            |
| 2003   | ウインド・フォール Windfall                                                                   | スクラッチ                          | テレビ映画            |
| 2003   | フレディVSジェイソン Freddy vs. Jason                                                         | フレディ・クルーガー                |                       |
| 2005   | 2001人の狂宴 2001 Maniacs                                                                     | バックマン                          | 日本劇場未公開        |
| 2006   | HATCHET/ハチェット Hatchet                                                                    | サンプソン                          | 日本劇場未公開        |
| 2006   | ビバインド・ザ・マスク Behind the Mask: The Rise of Leslie Vernon                             | ドク・ハローラン                    | 日本劇場未公開        |
| 2006   | HEARTSTOPPER ハートストッパー Heartstopper                                                    | リチャード・バーガー                | 日本劇場未公開        |
| 2007   | モンスターズハンター Jack Brooks: Monster Slayer                                              | ゴードン・クロウリー                | 日本劇場未公開        |
| 2007   | バイオ・スピーシーズ Black Swarm                                                              | イーライ                            | テレビ映画            |
| 2008   | ゾンビ・ストリッパーズ Zombie Strippers!                                                      | イアン                              |                       |
| 2012   | モンスター・ナイト Strippers vs Werewolves                                                    | タッパー                            | 日本劇場未公開        |
| 2012   | U.M.A レイク・プラシッド ファイナル Lake Placid：The Final Chapter                            | ジム・ビッカーマン                  | テレビ映画            |
| 2014   | シアター・ナイトメア The Last Showing                                                         | スチュアート                        |                       |
| 2015   | アナコンダ vs. 殺人クロコダイル Lake Placid vs. Anaconda                                      | ジム・ビッカーマン                  | テレビ映画            |
| 2015   | ファンハウス The Funhouse Massacre                                                            | ケーン院長                          | 日本劇場未公開        |
| 2016   | ザ・ミッドナイトマン The Midnight Man                                                         | ハーディング医師                    |                       |
| 2017   | Nightworld                                                                                    | Jacob                               |                       |
| 2022   | チューズ・オア・ダイ: 恐怖のサバイバルゲーム Choose or Die                                    | 本人役                              | Netflixオリジナル映画 |
| 2023   | Abruptio                                                                                      | Mr. Salk                            |                       |

### テレビドラマ
- 地上最強の美女たち！チャーリーズ・エンジェル 第4シーズン.#20「名探偵復活！クリスの愛を…(Harrigan's Angel)」―吹き替え:石丸博也 (1977)
- V・V2 (1983-1984)
- フレディの悪夢 (1988-1990)
- THE DETECTIVE STORY 悪夢再現・エルム街のフレディ・ついに日本上陸の巻（1990）
- チャームド〜魔女3姉妹〜 (2001-2002)
- ダンス・オブ・ザ・デッド (2005)
- BONES (2009-2010)
- CHUCK/チャック (2010)
- スーパーナチュラル (2010-2011)　シーズン6　エピソード11「騎士との賭け」
- HAWAII FIVE-0 (2011-2012)
- クリミナル・マインド FBI行動分析課 (2012)
- ストレンジャー・シングス 未知の世界 (2022)

### テレビアニメ
- ザ・シンプソンズ(1998) - フレディ・クルーガー
- ジャスティス・リーグ(2002 - 2005)
- スーパー・ロボット・モンキー・チーム・ハイパーフォース GO!(2004)
- ザ・バットマン(2005 - 2007)  - リドラー
- スペクタキュラー・スパイダーマン(2008 - 2009)
- The Super Hero Squad Show(2009)